# تسوناگی، کوماموتو
تسوناگی، کوماموتو (به لاتین: Tsunagi, Kumamoto) یک منطقهٔ مسکونی در ژاپن است که در استان کوماموتو واقع شده‌است. تسوناگی ۵٬۶۲۰ نفر جمعیت دارد.